# Assedio di Mantova (1799)
L'assedio di Mantova fu un episodio avvenuto nel contesto della guerra della seconda coalizione. La città, conquistata nel 1797 dai francesi dopo un lungo assedio da parte dell'Armata d'Italia di Napoleone Bonaparte, fu nuovamente sottoposta ad un lungo assedio, questa volta da parte delle truppe austro-russe di Suvorov e Kray.
L'assedio si concluse il 28 luglio 1799 quando a Castellucchio venne firmata la capitolazione di Mantova, sottoscrizione apposta dal generale francese Foissac-Latour e dal generale austriaco Kray.

## Contesto storico

### Assedio di Napoleone Bonaparte del 1796
La città di Mantova, data la sua posizione e le sue difese naturali, rappresentava una piazzaforte di fondamentale importanza per il controllo della pianura Padana. Dopo che il teatro degli scontri tra l'esercito austriaco e quello francese si spostarono dalla Liguria alla pianura Padana, fu subito ovvio che la cattura della città fosse prioritaria per i francesi, mentre per gli austriaci era necessario tenerla ad ogni costo. 
A partire da maggio 1796, quasi ininterrottamente sino al 2 febbraio 1797, la città fu presa d'assedio dai francesi. Nonostante i vari tentativi dei marescialli von Wurmser e Alvinczi, la città capitolò. Fu lo stesso von Wurmser, rimasto intrappolato nella città assieme al suo esercito, a firmare la resa concessa dal generale Sérurier, garantendo l'onore delle armi agli assediati sconfitti.

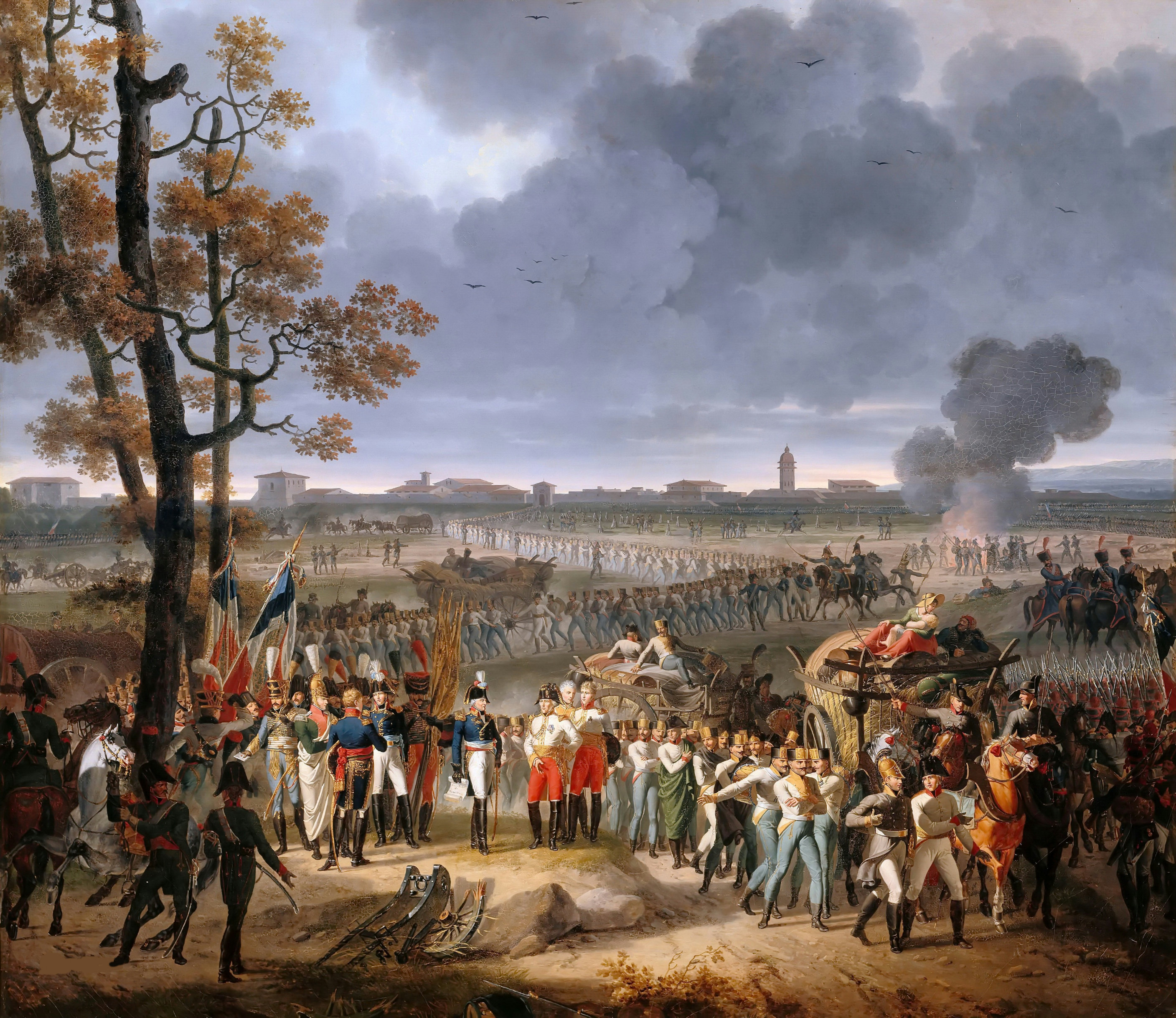
Resa di Mantova del 2 febbraio 1797

La città venne quindi occupata da una guarnigione francese sino al termine della campagna.

### La guerra della Seconda coalizione
Terminata la campagna di Napoleone, la città rimase sotto l'influenza francese, venendo ufficialmente assegnata alla Repubblica Cisalpina, una delle repubbliche sorelle di orientamento politico filofrancese presenti in Italia.
Tra il 1798 ed i primi mesi del 1799 la situazione politica in Italia subì un forte mutamento: gli eserciti di Berthier, Championnet e MacDonald si fecero strada nella penisola, portando alla formazione di due nuove repubbliche sorelle a Roma e Napoli. Questo aumentò sensibilmente il controllo francese sull'Italia ed attirò l'attenzione delle altre potenze europee, appena uscite dalla guerra della Prima coalizione. Considerato come ulteriore motivo di preoccupazione l'invasione dell'Egitto da parte di Napoleone, Austria, Russia ed Inghilterra si coalizzarono per porre fine all'esperienza repubblicana in Francia.

## Antefatti

### La prima fase del conflitto
Il Direttorio, venuto a sapere delle intenzioni ostili da parte dell'Austria, dichiarò guerra. Furono preparati tre eserciti: uno per la Germania, uno per la Svizzera ed infine quello destinato all'Italia, formato per la maggior parte dagli stessi uomini che avevano combattuto sotto Napoleone due anni prima.
A capo di tale esercito fu posto come comandante il generale Schérer, già responsabile dell'Armata d'Italia precedentemente all'arrivo di Napoleone e che da qualche anno non prestava servizio attivo. A Schérer fu affiancato Moreau, generale emergente ed ambizioso che aveva già condotto gli eserciti francesi in Germania, seppur con risultati alterni. 
La prima fase della campagna fu caratterizzata da una relativa immobilità. Sotto le pressioni del Direttorio, Schérer ingaggiò l'esercito austriaco di Paul Kray due volte, una a Verona ed una a Magnano. La prima volta, Schérer non seppe sfruttare il vantaggio ottenuto per reclamare una fondamentale vittoria; la seconda fu sconfitto dopo una combattuta battaglia e costretto a ritornare sui propri passi.

### L'arrivo di Suvorov

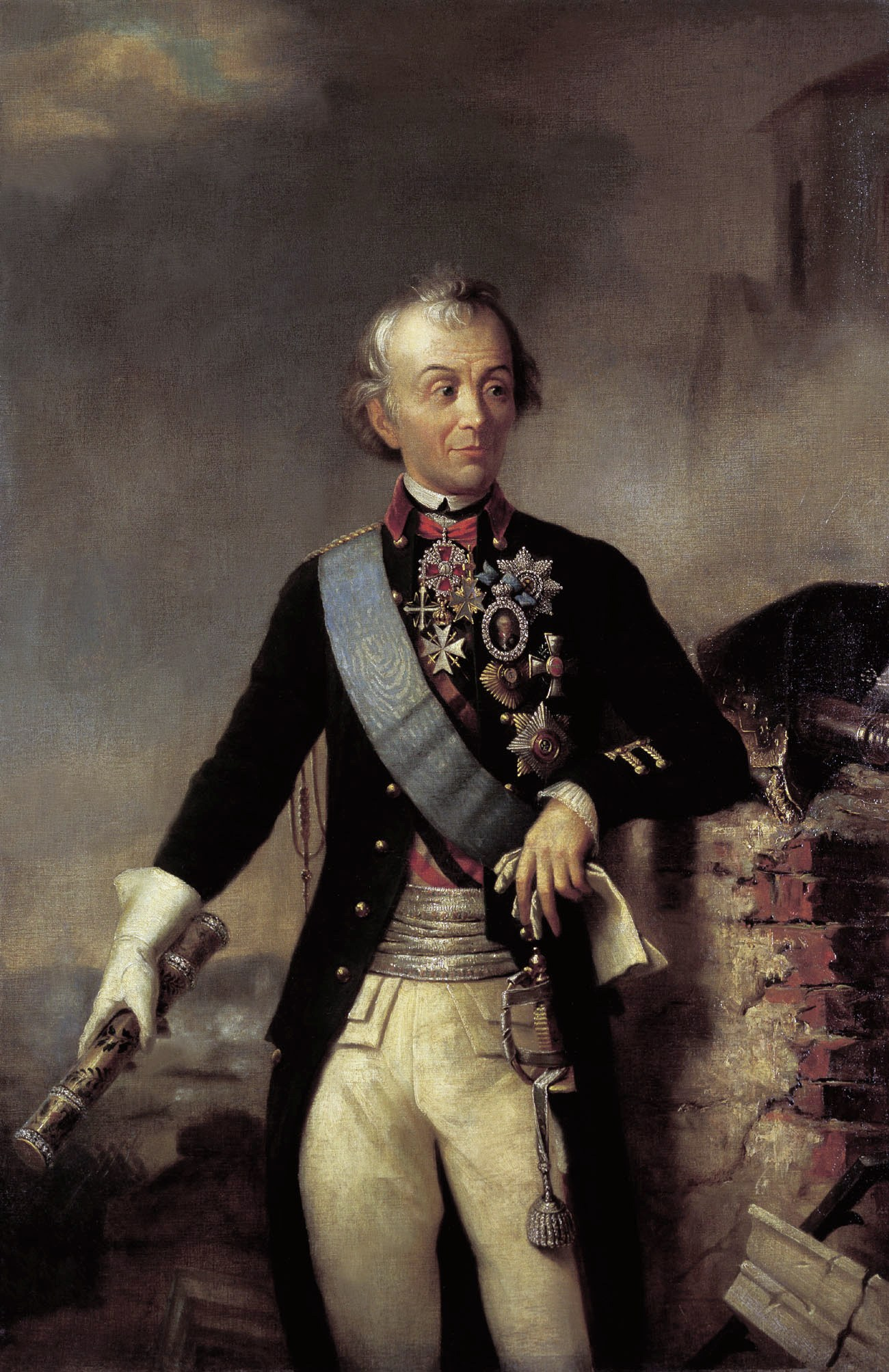
Il generale Suvorov

Avendo fallito nella conquista di Verona, fortezza fondamentale per il controllo della pianura Padana orientale, l'esercito francese si dovette ritirare. Come prima linea difensiva fu adottato il Mincio. Tuttavia, i recenti successi di Vukassovich in Valtellina e l'arrivo dei rinforzi russi di Suvorov, minacciavano da un lato le linee di comunicazione con la Francia e dall'altro l'accerchiamento, essendo le forze della coalizione nettamente più numerose di quelle francesi.
Schérer prese quindi la decisione di retrocedere fino all'Adda, affidando il possesso delle fortezze di Peschiera e Mantova a due cospicue guarnigioni. Suvorov ignorò quasi completamente le due guarnigioni al suo arrivo e si fiondò all'inseguimento dei francesi: raggiunto l'Adda, sfondò la loro linea difensiva e catturò una delle loro divisioni, costringendoli ad abbandonare la Lombardia e ad indietreggiare ancora verso il Piemonte. Milano fu conquistata il 28 aprile dalle forze austriache.
Avuto notizia dell'imediato successo di Suvorov, il Consiglio aulico di Vienna impartì al generalissimo l'ordine di catturare il più presto possibile tutte le fortezze lombarde che ancora ospitavano truppe francesi. Nonostante l'opinione avversa, Suvorov obbedì.

## L'assedio
Le prime forze ostili arrivarono nei pressi di Mantova l'8 aprile, quando ancora la linea difensiva francese era situata sul Mincio. Forze ben più numerose arrivarono a sostenere il blocco solo in seguito. Infatti, stabilizzata la posizione delle truppe coalizzate in Lombardia, Suvorov divise le sue forze: affidò agli austriaci l'assedio delle città di Mantova e Peschiera mentre i suoi uomini si mantenevano pronti ad assalire nuovamente le forze francesi. Inizialmente, a cingere la città erano poche centinaia di uomini, poi portati ad 8000. Per diversi mesi le attività nei pressi di Mantova furono minime: gli uomini di Kray faticavano ad ottenere la vittoria sulla guarnigione francese. 

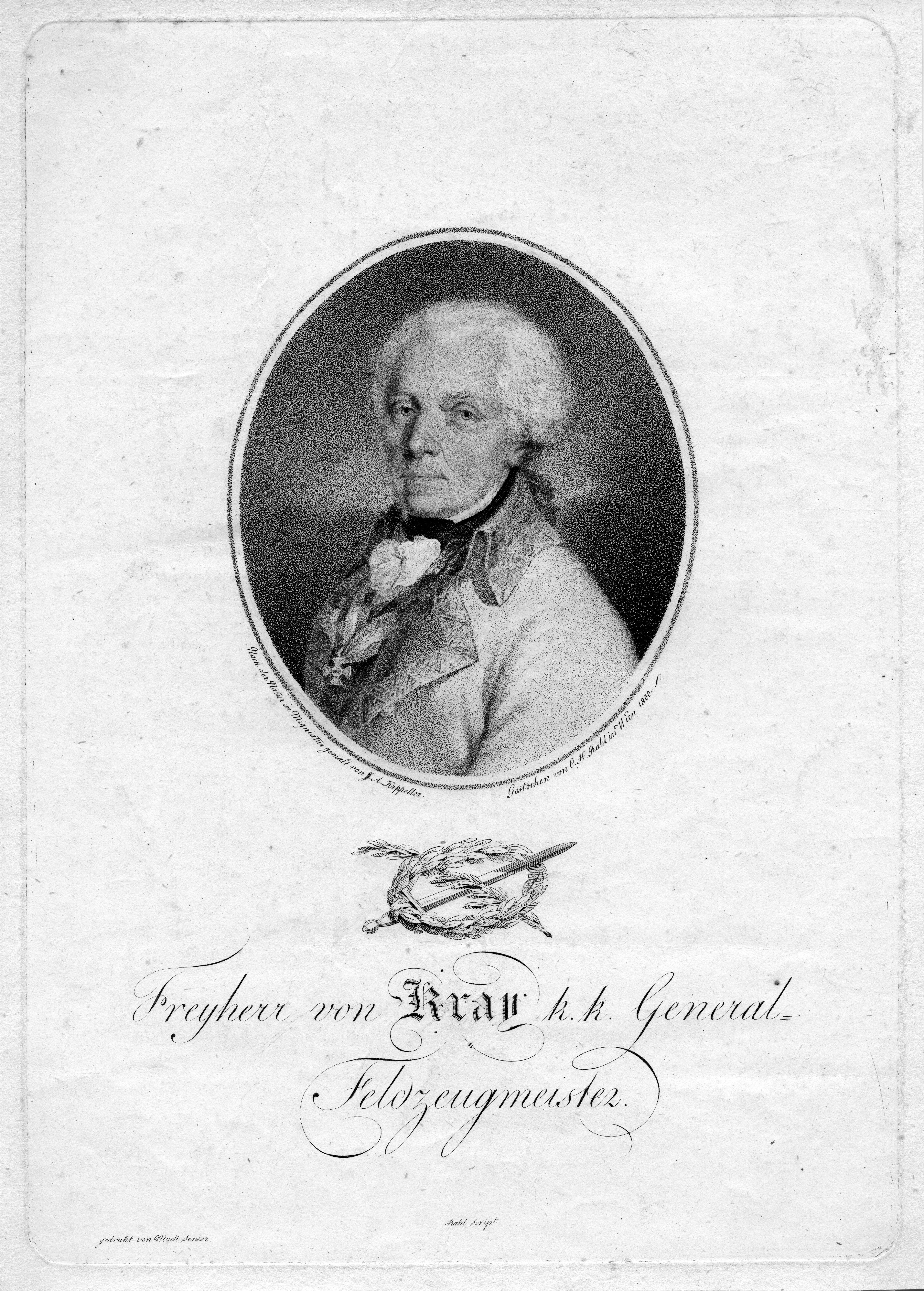
Paul Kray

Il punto di svolta fu la sconfitta di MacDonald sulla Trebbia: non avendo più necessità di trattenere gli uomini a causa della minaccia rappresentata dal generale francese, Suvorov inviò artiglieria e uomini a Mantova. Le forze di assedio superarono i 40 000 uomini ed oltre 600 cannoni. Kray, che adesso aveva uomini a sufficienza per terminare l'assedio in fretta, optò per un approccio basato sulla forza: fece disporre le artiglierie contro i punti più deboli delle mura della città e le fece bersagliare ripetutamente, per giorni interi. San Giorgio fu colpita dai reparti austriaci, la Cittadella da quelli russi, ma il principale bersaglio fu Porta Pradella, contro la quale aveva disposto varie batterie con cannoni di grosso carico. Gli assediati cercarono di realizzare delle trincee a difesa della posizione e provarono ad ostacolare l'artiglieria, ma le loro sortite non ebbero il minimo effetto. Nel giro di poche settimane, le mura della città erano ridotte a brandelli e i soldati austriaci avrebbero potuto entrare a Mantova senza eccessive difficoltà. San Giorgio, presa d'assalto dalle forze di von Elsnitz, fu abbandonata dai repubblicani, che si rifugiarono nel centro della città. Kray, decise di persistere nel bombardamento della città: oltre diecimila colpi al giorno venivano sparati contro la città, distruggendo mano a mano tutte le difese rimaste. Con il morale a terra e decimata dalle asperità del violento assedio di Kray, la guarnigione francese contava solo 4000 uomini adatti al servizio e questi non potevano nulla per fermare il continuo cannoneggiamento. Il comandante della piazzaforte, Latour-Foissac convocò un consiglio di guerra: ad eccezione di un singolo comandante di artiglieria, tutti gli ufficiali erano favorevoli alla resa di Mantova.

## La resa della fortezza

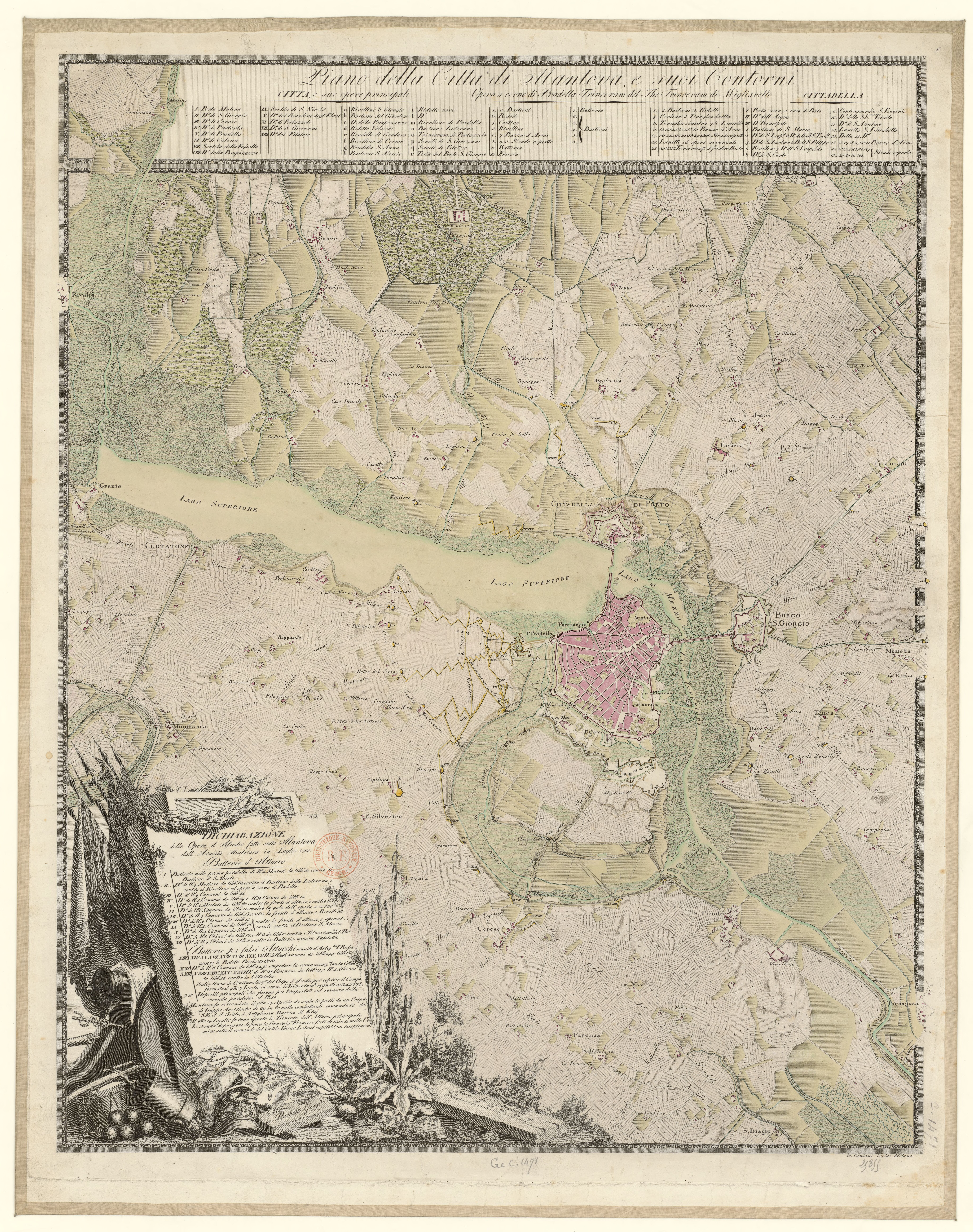
Mappa della citta di Mantova

Dopo quattro mesi, con gli eserciti francesi in Italia lontani e ripetutamente sconfitti dalle forze della coalizione, la guarnigione francese di Mantova si arrese, resistendo molto più a lungo delle altre. I francesi, inizialmente 10 600, erano stati colpiti dalle malattie e dalle difficoltà dell'assedio e contavano 2700 tra morti, feriti e malati al momento della resa. A firmare la resa furono il generale Latour-Foissac per i francesi e Kray per gli austriaci. Agli sconfitti fu concesso l'onore delle armi e la possibilità di tornare in Francia da uomini liberi, con la sola condizione di non combattere nuovamente contro le forse della coalizione nella guerra in corso. Inoltre, fu stabilita la parità di trattamento anche per i prigionieri non francesi (principalmente cisalpini, piemontesi e polacchi).
All'ingresso delle truppe austriache in città, i soldati imperiali, accolti da folle festanti, trovarono oltre 600 pezzi di artiglieria e numerosi magazzini ancora pieni di cibo: era chiaro che i francesi avrebbero potuto resistere ancora a lungo se lo avessero voluto. Tra i francesi, i malati erano 1200, i morti e feriti arrivarono poco oltre i 2000; per gli alleati a malapena 500.
Latour-Foissac fu pesantemente incolpato della caduta di Mantova, ritenuto un disastro militare dall'opinione pubblica francese. Si sparsero voci infondate che era stato corrotto da Kray per ottenere la città, che non apprezzava la repubblica e che voleva il ritorno dei Borbone. L'anno seguente, il Primo Console Bonaparte riconobbe che la resa della città era inevitabile e che Latour-Foissac agì senza alcun secondo fine.